# すべてはホントでウソかもね
『すべてはホントでウソかもね』は米米CLUB22枚目のシングル。1995年7月24日発売。発売元はSony Records。

## 概要
米米CLUBの新体制メンバーでの第二弾作品。TBS系テレビ『新婚なり!』主題歌。
本作は、前作「JUST MY FRIEND」同様、カップリング曲の「愛がまわるよ」含めて同年発売のアルバム『SORRY MUSIC ENTERTAINMENT』ではなく翌年の『H2O』に収録。

## 収録曲
全曲作詞・作曲： 米米CLUB　編曲：有賀啓雄
1. すべてはホントでウソかもね　TBS系テレビ『新婚なり!』主題歌
2. 愛がまわるよ

## 収録アルバム
- H2O (#1,2)
- HARVEST SINGLES 1992-1997 (#1)